# بادكي (إقليد)
بادكي (بالفارسية: بادکی) هي منطقة سكنية تقع في فارس في إيران. يقدر عدد سكانها بـ 76 نسمة .